# Våler, Viken
Våler este o comună din provincia Viken, Norvegia.